# Dângău Mic
Dângău Mic – wieś w Rumunii, w okręgu Kluż, w gminie Căpușu Mare. W 2011 roku liczyła 177 mieszkańców.